# Königsfeld (Oberfranken)
Königsfeld ist eine Gemeinde im oberfränkischen Landkreis Bamberg, Mitglied der Verwaltungsgemeinschaft Steinfeld und zählt zur Metropolregion Nürnberg.

## Geografie

### Lage
Die Gemeinde liegt in der Region Oberfranken-West zwischen den Städten Bamberg und Bayreuth an der östlichen Grenze des Landkreises Bamberg und im Fränkischen Jura, am nördlichen Rand der Fränkischen Schweiz. Die Gemeindeteile liegen etwa 450 bis 480 m ü. NHN.
Am westlichen Ortsrand des Hauptortes Königsfeld entspringt die Aufseß, die das Dorf durchfließt und nach 23 Kilometern bei Doos in die Wiesent mündet. Die Aufseß und die Wiesent, die in einem Paralleltal durch den Gemeindeteil Treunitz fließt, sind die ständig fließenden Gewässer auf dem Gemeindegebiet. Das bei Wanderern und Kletterern beliebte Paradiestal mündet östlich von Treunitz ins Wiesenttal. Kotzendorf und Voitmannsdorf liegen ebenfalls im Aufseßtal.

### Naturdenkmäler und Geotope
| Naturdenkmal/Geotop                        | Foto | Beschreibung                               | Gemeindeteil |
| ------------------------------------------ | ---- | ------------------------------------------ | ------------ |
| Aufseßquelle                               |      | Karstquelle mit historischem Quellhäuschen | Königsfeld   |
| Dolomitfelsgruppe Gimpelstein              |      | Dolomitfelsgruppe                          | Königsfeld   |
| Dolomitfelsgruppe Sulzenstein              |      | Dolomitfelsgruppe                          | Königsfeld   |
| Paradiestal                                |      | Trockental mit Dolomitfelsgruppen          | Treunitz     |
| Trockental Teichgrund                      |      | Trockental mit Dolomitfelsgruppen          | Königsfeld   |
| Wiesenttal zwischen Steinfeld und Treunitz |      | mäanderndes Bachtal mit Dolomitfelsgruppen | Treunitz     |

### Nachbargemeinden
Die Nachbargemeinden sind im Uhrzeigersinn:
|                              |                             |                               |                             |                           |                                 |
| Litzendorf Landkreis Bamberg | Scheßlitz Landkreis Bamberg | Stadelhofen Landkreis Bamberg | Hollfeld Landkreis Bayreuth | Aufseß Landkreis Bayreuth | Heiligenstadt Landkreis Bamberg |

### Gemeindegliederung
Es gibt 7 Gemeindeteile, die Einwohnerzahlen stammen von Anfang 2024:
|  |  | Huppendorf war vor der Kommunalreform eine eigene Gemeinde, die Kinder gingen aber in Königsfeld zur Schule.                                         | 109 Einwohner |
|  |  | Königsfeld war seit Jahrhunderten das Zentrum einer katholischen Pfarrei, zu der die Dörfer der heutigen Gemeinde gehören.                           | 540 Einwohner |
|  |  | Kotzendorf bildete bereits vor der Kommunalreform zusammen mit Königsfeld eine Gemeinde.                                                             | 109 Einwohner |
|  |  | Laibarös bildete bis zur Gebietsreform mit Poxdorf eine kleine Gemeinde, die Kinder gingen aber in Hohenpölz zur Schule.                             | 134 Einwohner |
|  |  | Poxdorf war Sitz der ehemaligen Gemeinde Poxdorf/Laibarös und hatte eine eigene Schule, die ausschließlich von Poxdorfer Schulkindern besucht wurde. | 142 Einwohner |
|  |  | Treunitz war vor der Kommunalreform eine selbstständige Gemeinde und hatte eine eigene Schule.                                                       | 136 Einwohner |
|  |  | Voitmannsdorf bildete ursprünglich mit Drosendorf an der Aufseß eine Gemeinde. Dorthin gingen auch die Kinder zur Schule.                            | 119 Einwohner |

## Geschichte

### Vorgeschichte
Südwestlich des Hauptortes Königsfeld ergab eine archäologische Grabung der Universität Bamberg im Jahre 2015, dass sich dort bereits vor über 7000 Jahren um das Jahr 5050 v. Chr. eine 150 × 100 Meter große Siedlung der Bandkeramischen Kultur mit großen, sechs bis acht Meter breiten und bis zu 40 Meter langen Holzbauten befand. Geschützt wurde diese von einer mindestens zwei Meter tiefen Grabenanlage, deren Errichtung ein enormer Kraftakt war und welche in Mitteleuropa in dieser Höhenlage bisher einmalig ist. Diese Siedlung wurde nach rund 100 Jahren wieder aufgegeben.

### Spätantike und Frühmittelalter
Die Region um Königsfeld war in der Spätantike von Slawen bevölkert. Die Namen einiger Gemeindeteile von Königsfeld haben slawischen Ursprung. Die Überreste slawischer Fliehburgen mit Ringwall-Anlagen zeugen ebenfalls davon, so etwa der Burgstuhl und das Gehai.
Mit der Ausdehnung des fränkischen Reiches im Frühmittelalter wurde das Gebiet eine Grenzregion zu den Slawen, in welchem fränkische Kolonisten und ansässige Slawen über Jahrhunderte nebeneinander wohnten.
Um diese Grenzregion des Frankenreiches zu sichern, legten die Karolinger an der Aufseß-Quelle einen Königshof an, mit dessen Befestigungen das Straßennetz und der Handel geschützt werden konnten.
Erstmals urkundlich erwähnt wurde Königsfeld im Jahr 741 in einer karolingischen Schenkungsurkunde als Königshof „Chunigeshofen in montibus versus Bohemiam“ (Königshof im Gebirge auf Böhmen zu).
Der zum Königsgut gehörende Wirtschaftshof lag am westlichen Ortsrand. Ein zweiter Siedlungskern befand sich unmittelbar an der Aufseß im östlichen Ortsbereich. Dort wurde slawische Siedlungskeramik gefunden.
Eisenerzvorkommen um Königsfeld wurden seit vorgeschichtlicher Zeit abgebaut und verhüttet und hatten wohl eine große wirtschaftliche Bedeutung für den Königshof. Heute erinnern Schürfgruben, Schlackenhalden und Flurnamen wie zum Beispiel Arzberg (Erzberg) daran.

### Hochmittelalter

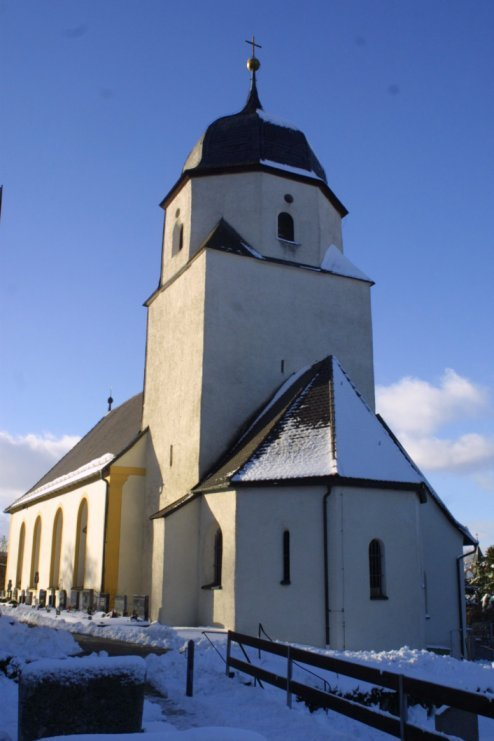
Pfarrkirche St. Jakobus

1008 schenkte der spätere Kaiser Heinrich II. dieses Königsgut („sein Eigen mit allen Zugehörigen“) dem Bistum Bamberg. Bamberger Ministeriale, also Gefolgsleute des Bischofs, sind seit 1121 nachweisbar. Zu diesen zählt das Adelsgeschlecht der Herren von Königsfeld, welches später ausstarb.
Da der fränkische Hausmeier Karlmann in der oben genannten Schenkungsurkunde von 741 Königsfeld dem Bistum Würzburg zugeteilt hatte, bestanden Würzburger Zehntrechte noch nach der Gründung des Bistums Bamberg in Poxdorf, Brunn und Voitmannsdorf. Der Würzburger Bischof war bis ins 14. Jahrhundert Patronatsherr der Kilianskirche zu Königsfeld.
Im 14. Jahrhundert kam Königsfeld an die Herren von Aufseß.

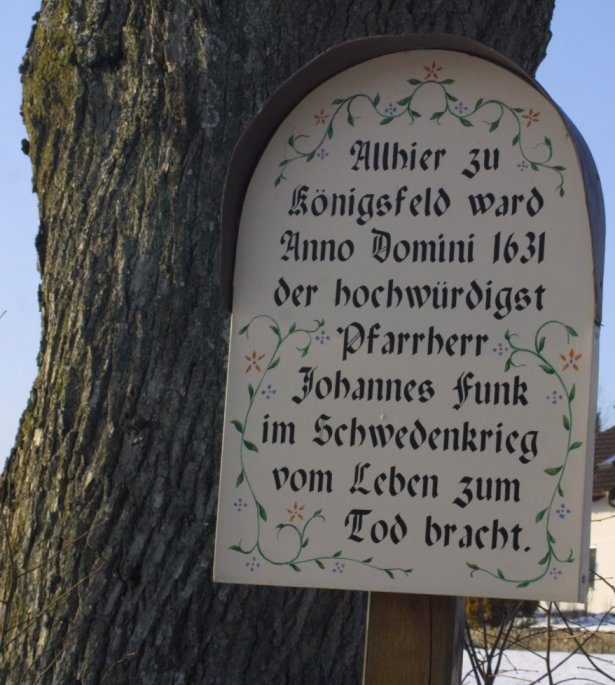
Pfarrer-Funk-Denkmal an der Aufseßquelle

 Die Herren von Streitberg besaßen wenige Güter als kaiserliche Lehen.

### Neuzeit
Königsfeld als Teil des Hochstifts Bamberg gehörte ab 1500 zum Fränkischen Reichskreis. Der Bamberger Reichsforst Hauptsmoorwald reichte noch im 16. Jahrhundert bis an die Königsfelder Gemarkung. Im 17. Jahrhundert hatte sich der Ort auf mehr als tausend Einwohner vergrößert. Durch den Dreißigjährigen Krieg verringerte sich diese Zahl jedoch stark und die Ortschaft konnte diesen Stand nie mehr erreichen. Der Ort wurde 1632 von den Schweden niedergebrannt. Bei diesem Überfall wurde der damalige Pfarrer Funk an der Aufseßquelle ermordet. An ihn erinnert der Bildstock an der Quelle.
Seit dem Reichsdeputationshauptschluss von 1803 gehört der Ort wie weite Teile Frankens zu Bayern (Siehe auch Geschichte Frankens). Auf seinem Marsch nach Russland zog Napoleon Bonaparte im Mai 1812 von Bamberg kommend mit 300 Garde-Reitern durch Königsfeld in Richtung Bayreuth, nachdem zuvor schon Anfang April 1812 8500 Garde-Soldaten mit 4500 Pferden dieselbe Marschroute durch Königsfeld genommen hatten.
Im Zuge der Verwaltungsreformen im Königreich Bayern entstanden mit dem Gemeindeedikt von 1818 auf dem heutigen Gemeindegebiet folgende Gemeinden: Königsfeld (Gemeindeteile Königsfeld und Kotzendorf), Huppendorf, Poxdorf (Ortsteile Poxdorf und Laibarös), Treunitz, Drosendorf an der Aufseß (Gemeindeteile Drosendorf und Voitmannsdorf).
Den Ersten Weltkrieg überstanden Königsfeld und die umliegenden Ortschaften ohne große Schäden. Am Ende des Zweiten Weltkriegs lag Königsfeld mehrere Stunden unter Beschuss US-amerikanischer Soldaten, nachdem Wehrmachtssoldaten zuvor einen amerikanischen Panzer in Brand geschossen hatten. Schlimmeres konnte ein verwundeter Amerikaner verhindern, der zu seiner Einheit zurückgebracht wurde.
Durch Flüchtlinge stieg die Einwohnerzahl nach 1945 zwar an, die landwirtschaftlich geprägte Wirtschaftsstruktur bot jedoch nicht ausreichend Arbeitsplätze, so dass viele Menschen in Stadtregionen abwanderten.
Die Großgemeinde Königsfeld entstand am 1. April 1971 im Rahmen der Gebietsreform in Bayern durch den Zusammenschluss der Gemeinden Huppendorf, Königsfeld, Poxdorf und Treunitz. Am 1. Juli 1971 kam der Gemeindeteil Voitmannsdorf der damaligen Gemeinde Drosendorf an der Aufseß hinzu. Hierdurch erreichte die Jura-Gemeinde die heutige Einwohnerzahl von etwa 1400.
Infolge der bayerischen Gebietsreform bildet Königsfeld mit den Gemeinden Stadelhofen und Wattendorf seit Mai 1978 die Verwaltungsgemeinschaft Steinfeld, deren Sitz sich im zentral gelegenen Ort Steinfeld befindet.

### Einwohnerentwicklung
Im Zeitraum von 1988 bis 2024 sank die Einwohnerzahl von 1302 auf 1289 um 13 bzw. um 1 %. Ein Höchststand wurde am 31. Dezember 2001 mit 1400 Einwohnern erreicht.

## Religion
Laut Zensus waren am 9. Mai 2011 90,4 % der Einwohner römisch-katholisch und 5,1 % evangelisch-lutherisch. 4,5 % hatten eine andere Religion oder waren konfessionslos.

## Politik und Öffentliche Verwaltung

### Gemeinderatswahlen
Der Gemeinderat hat zwölf Mitglieder und setzt sich folgendermaßen zusammen:
| Partei           | 2002             | 2008             | 2014    | 2020             |
| ---------------- | ---------------- | ---------------- | ------- | ---------------- |
| Bürgerblock      | 4 Sitze (33,3 %) | 7 Sitze (56,9 %) | 6 Sitze | 5 Sitze (42,7 %) |
| CSU/Freie Wähler | 8 Sitze (66,7 %) | 5 Sitze (43,1 %) | n. a.   | 7 Sitze (57,3 %) |
| Freie Wähler     | n. a.            | n. a.            | 4 Sitze | n. a.            |
| CSU              | n. a.            | n. a.            | 2 Sitze | n. a.            |

### Bürgermeister

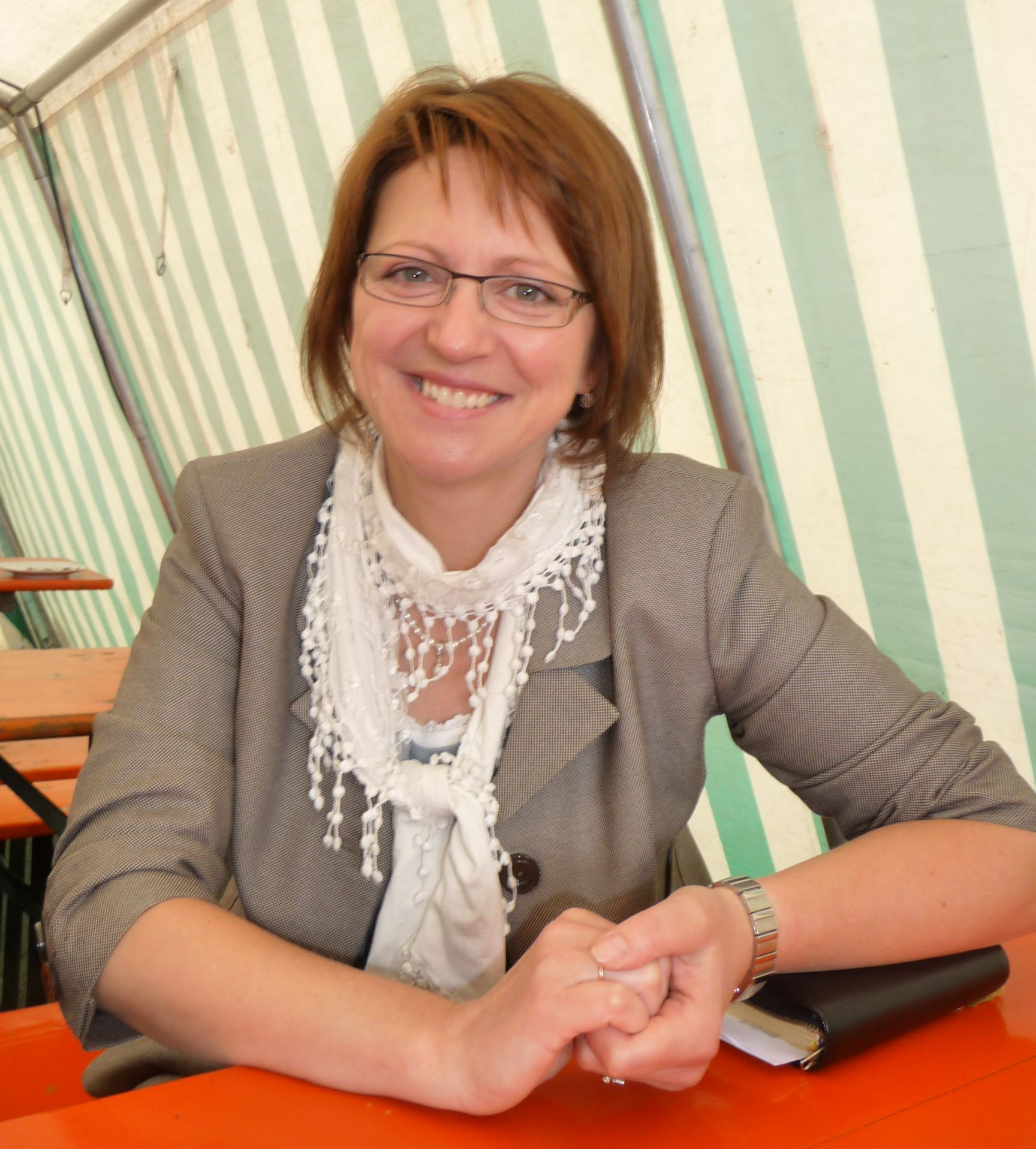
Gisela Hofmann

Erster Bürgermeister ist seit dem 1. Mai 2020 Norbert Grasser (Bürgerblock), der ohne Gegenkandidaten 64,57 % der Stimmen erhielt. 
Vorgängerin war von 2008 bis 2020 Gisela Hofmann (Bürgerblock). Sie war damit nicht nur die erste Frau in der Gemeinde Königsfeld, die diesen Posten innehatte, sondern auch eine der beiden ersten Bürgermeisterinnen im Landkreis Bamberg (neben Maria Beck in Priesendorf). 2014 wurde sie mit 93,94 % der Stimmen ohne Gegenkandidaten wiedergewählt. 
Gisela Hofmann war Nachfolgerin von Albert Dippold (CSU), der aus Altersgründen nicht mehr zur Wahl antrat.
| 1984                | 1990                 | 1996                 | 2002                 | 2008                         | 2014                         | 2020                          |
| ------------------- | -------------------- | -------------------- | -------------------- | ---------------------------- | ---------------------------- | ----------------------------- |
| Josef Stadter (CSU) | Albert Dippold (CSU) | Albert Dippold (CSU) | Albert Dippold (CSU) | Gisela Hofmann (Bürgerblock) | Gisela Hofmann (Bürgerblock) | Norbert Grasser (Bürgerblock) |

### Verwaltung
Seit der bayerischen Gebietsreform bildet Königsfeld mit den Gemeinden Stadelhofen und Wattendorf die Verwaltungsgemeinschaft Steinfeld.

### Wappen
| Wappen Gemeinde Königsfeld | Blasonierung: „In Rot zwei schräg gekreuzte silberne Streitflegel, darüber eine goldene Krone, darunter eine goldene Pilgermuschel.“ |
| Wappen Gemeinde Königsfeld | Wappenbegründung: Die Königskrone steht redend für den Ortsnamen und weist auf die Entstehung von Königsfeld hin. Der Ort geht auf einen karolingischen Königshof zurück. Die beiden Streitflegel stammen aus dem Wappen der ehemaligen Herren von Königsfeld, Bamberger Ministeriale im Dienst der Grafen von Truhendingen. Sie wurden 1221 erstmals erwähnt, standen später im Dienst der Grafen von Truhendingen und erloschen 1598. Die Pilgermuschel weist auf den Patron der katholischen Pfarrkirche Sankt Jakobus der Ältere hin. Sie ist eine Wehrkirche, deren Kern aus romanischer Zeit stammt und sie steht in einem befestigten Friedhof. Die Gemeinde führt das aktuelle Wappen seit der Gebietsreform im Jahr 1973. |

## Infrastruktur

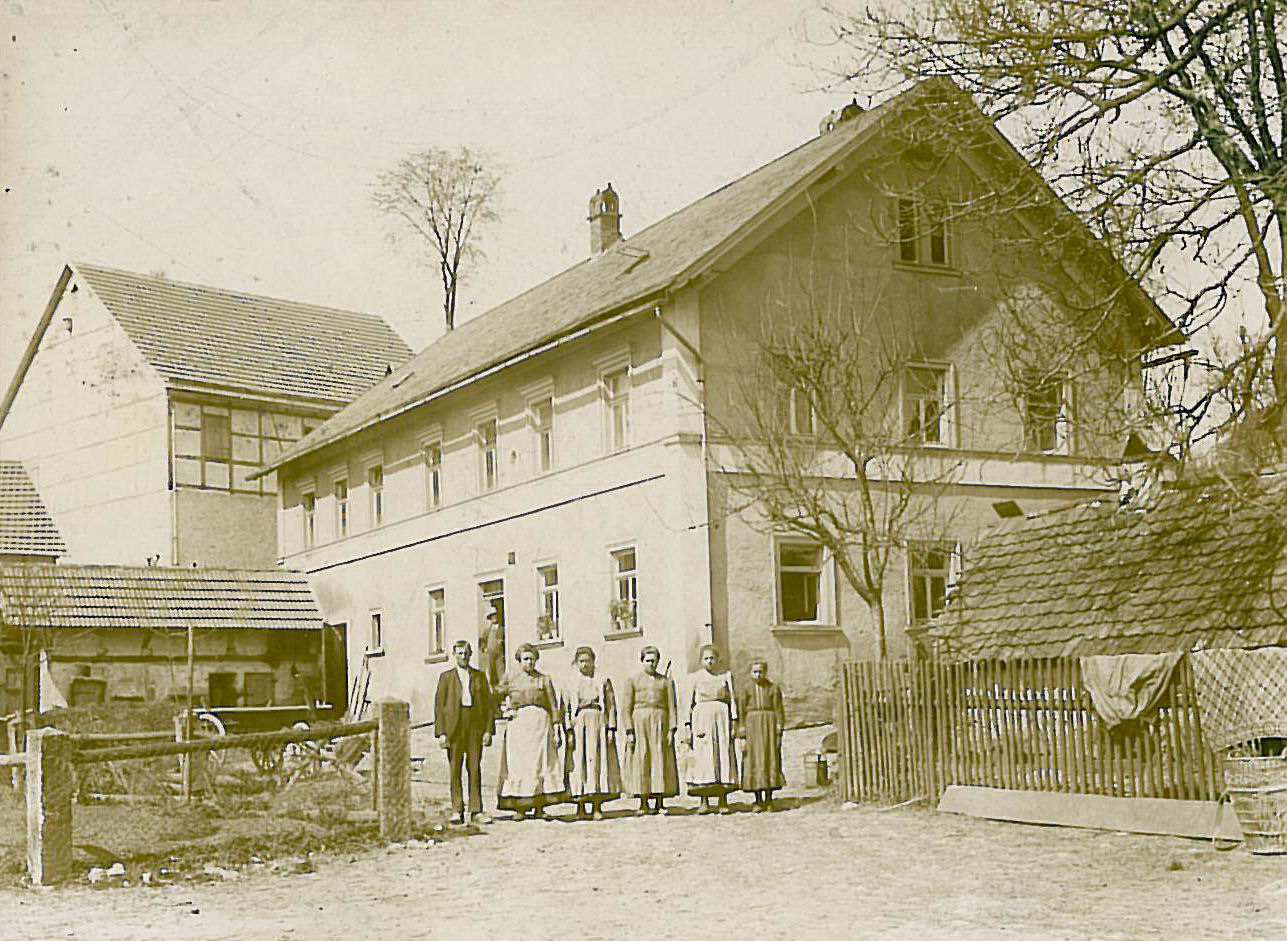
Bauernhof um 1949

In der Gemeinde gibt es einschließlich der Landwirtschaft insgesamt 220 Arbeitsplätze. Die Anzahl der Vollerwerbslandwirte ist gering, jedoch gibt es noch eine größere Zahl von Zu- und Nebenerwerbslandwirten. Das Klima auf dem Fränkischen Jura ist relativ kühl, die steinigen Böden sind wenig ertragreich und die Niederschläge gering.
Die meisten Berufstätigen pendeln nach Bamberg, Scheßlitz und Heiligenstadt.

### Verkehr
Die Bundesautobahn 70 ist sieben Kilometer vom Hauptort entfernt. Durch Treunitz führt die Bundesstraße 22 von Bamberg nach Bayreuth.
Es gibt tägliche Busverbindungen nach Bamberg und zurück.
Anfang des 20. Jahrhunderts eröffnete sich die Gelegenheit eines Eisenbahnanschlusses von Königsfeld mit den Plänen, eine direkte Bahnlinie von Bamberg nach Bayreuth zu schaffen – welche es bis heute noch nicht gibt. Diese sogenannte Jurabahn scheiterte 1906 am Widerstand der benachbarten Kleinstädte Scheßlitz und Hollfeld, welche es für lukrativer erachteten, Endbahnhöfe der bisherigen Streckenabschnitte zu bleiben – Scheßlitz von Bamberg aus, Hollfeld von Bayreuth aus – und welche sich von einem Lückenschluss über Königsfeld wirtschaftliche Nachteile erwarteten. Nach dem Ersten Weltkrieg wurden 1918 die Bemühungen zum Bau der Jurabahn wieder aufgenommen. Doch 1920 gab die Regierung bekannt, dass angesichts der schlechten Wirtschaftslage der Bau nicht möglich sei. Damit war die Jurabahn endgültig gescheitert und entschieden, dass es in Königsfeld keinen Bahnhof geben wird.

### Schule

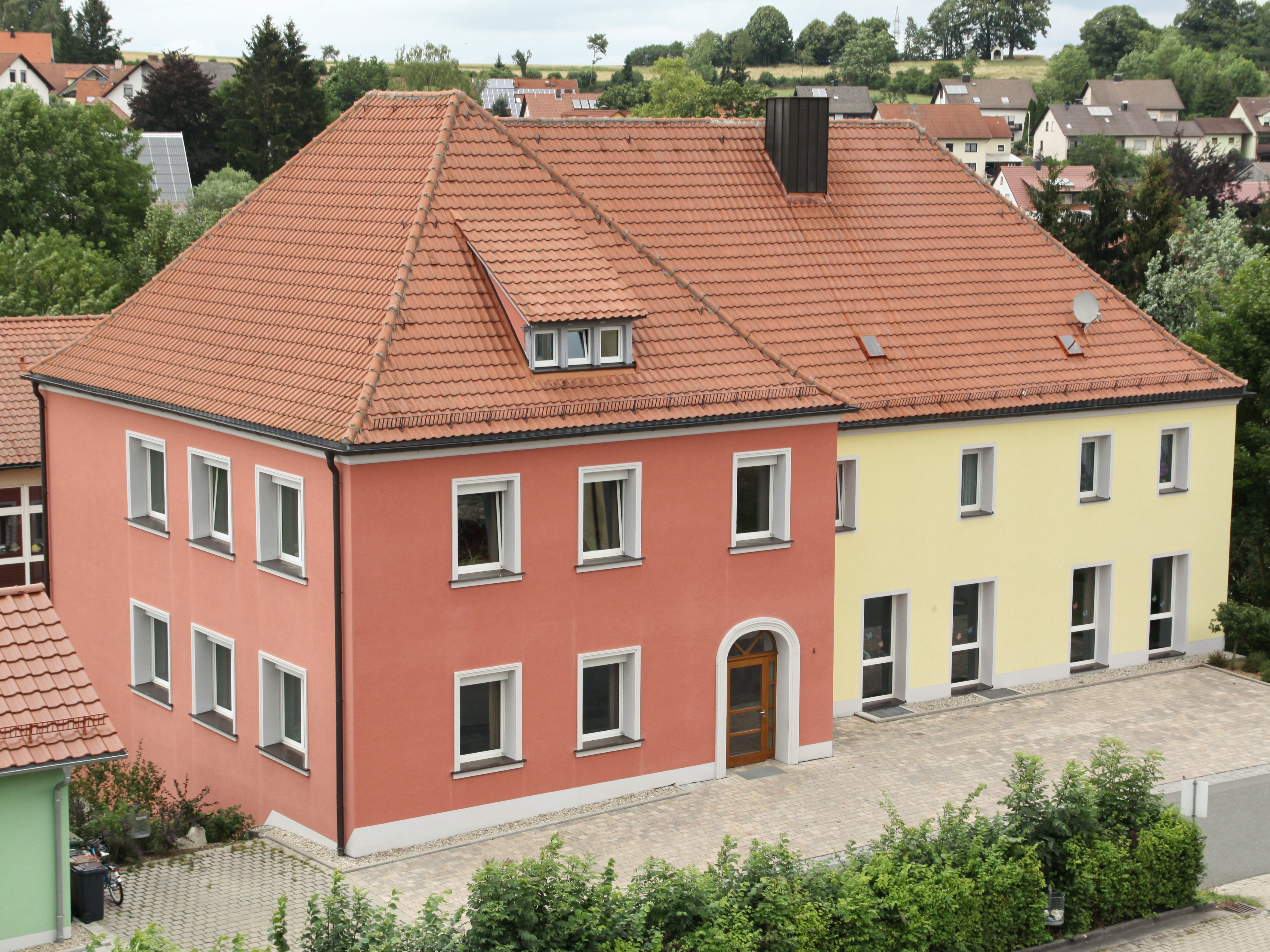
Die Grundschule Königsfeld

Auf dem Gebiet der Gemeinde gab es ehemals drei Schulhäuser in Königsfeld, Poxdorf und Treunitz, in denen die Klassen 1 bis 8 der Volksschule unterrichtet wurden.
Im Jahre 1969 wurde mit der Nachbargemeinde Hollfeld der Schulverband Königsfeld gegründet. Von da an besuchten alle Kinder aus den Königsfelder Gemeindeteilen und dem Hollfelder Gemeindeteil Drosendorf an der Aufseß die Grundschule Königsfeld in den Schulhäusern in Königsfeld und Drosendorf.
Im Jahre 1996 wurde das vor dem Ersten Weltkrieg erbaute Schulhaus Königsfeld als zentrale Grundschule für den Schulverband Königsfeld mit einem Nebengebäude erweitert, die Außenstelle Drosendorf wurde geschlossen.
Weiterführende Schulen für die Kinder der Grundschule Königsfeld sind die Staatliche Gesamtschule Hollfeld und Gymnasien in Bamberg und Ebermannstadt.

### Kindertagesstätte

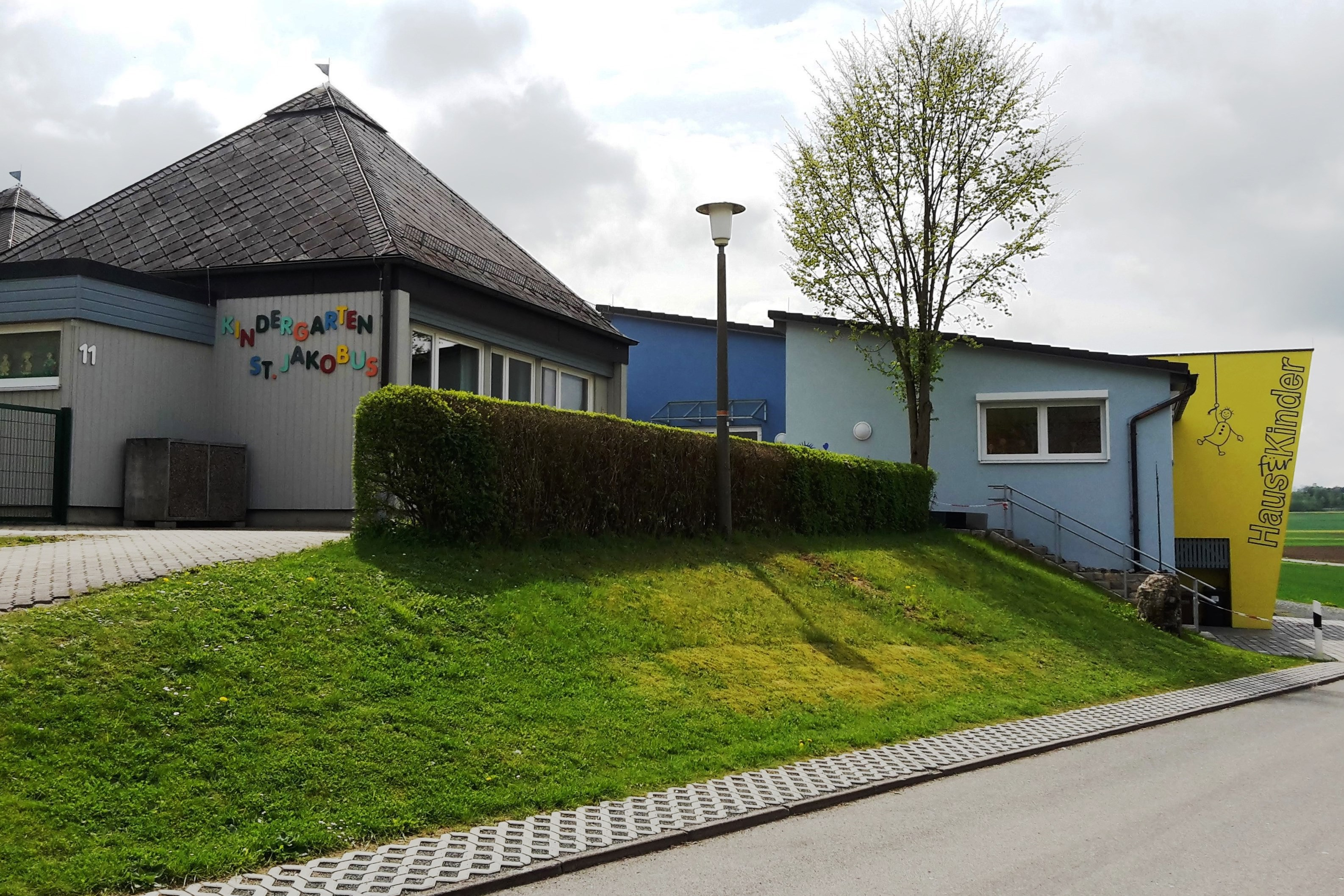
Das Haus für Kinder in Königsfeld

Die Katholische Kirchenstiftung St. Jakobus ist der Träger der Kindertagesstätte Haus für Kinder St. Jakobus in Königsfeld.
Bereits 1929 wurde auf Initiative des damaligen Pfarrers Josef Weidner eine von den Oberzeller Schwestern geleitete Kinderverwahranstalt gegründet, die im jetzigen Pfarrheim untergebracht war. Da die Räumlichkeiten nicht mehr ausreichten, setzte sich Pfarrer Bernhard Krüger Anfang der 1970er Jahre für einen Neubau ein. Im Jahre 1976 errichtete die katholische Pfarrgemeinde am Ortsrand von Königsfeld neben der Grundschule einen zweigruppigen Kindergarten, der 2009 mit einer Krippengruppe erweitert wurde.
Seit 2006 bietet das Haus für Kinder eine Schulkindbetreuung an. Im Jahr 2015 wurde das Gebäude wegen des rapide anwachsenden Bedarfs mit dem Anbau eines Hortes erweitert.

### Brauereien
Auf dem Gebiet der Gemeinde gibt es nur noch die Brauerei Grasser in Huppendorf, die mit einem Ausstoß von etwa 12.000 Hektolitern pro Jahr zu den größten im Landkreis Bamberg zählt. Bis 1975 braute die Brauerei Thein, bis 1971 die Brauerei zur Post, beide in Königsfeld, und bis 1964 die Brauerei Dorsch in Poxdorf.
In der Gemeinde gibt es vier Gasthöfe, davon im Gemeindeteil Königsfeld zwei.

### Vereine

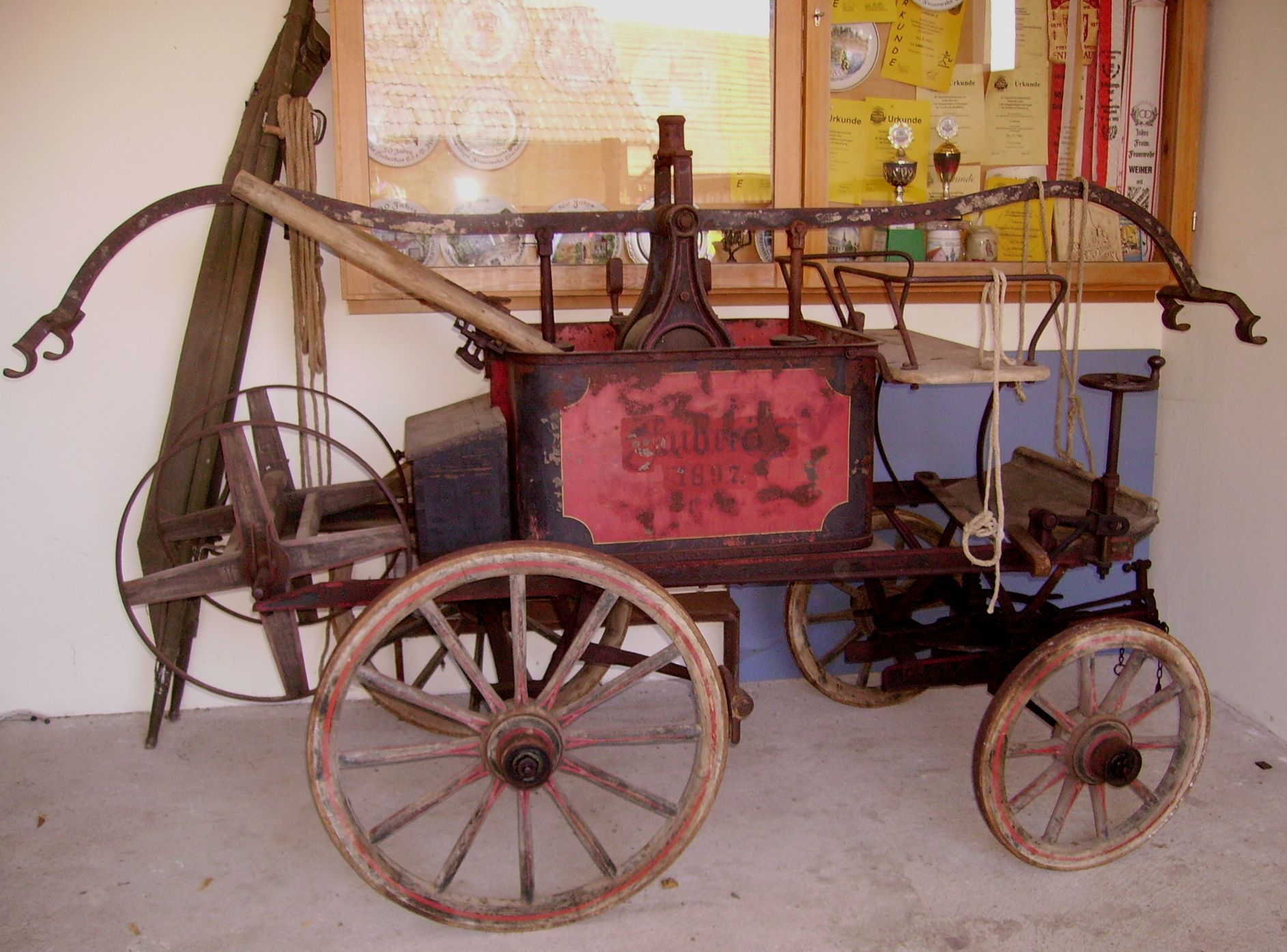
Alte Feuerwehrspritze in Laibarös

In der Gemeinde gibt es 19 Vereine. Dazu gehören die Blaskapelle, der Gesangsverein, der Fränkische-Schweiz-Verein, der Sportverein DJK Königsfeld und zwei Schützenvereine. Jeder Gemeindeteil hat eine eigene Freiwillige Feuerwehr.

## Pfarrgemeinde Königsfeld

### Geschichte
Königsfeld gehörte zu den Urpfarreien des Bistums Würzburg im Frühen Mittelalter in der Region. Das Patrozinium der Pfarrkirche hatte daher ursprünglich St. Kilian inne, der Bistumsheilige von Würzburg. Möglicherweise gehörte diese Kilianskirche – ein kleinerer Vorgängerbau der heutigen Pfarrkirche – zu den 14 Slawenkirchen, welche Karl der Große im Gebiet zu Böhmen hin zwischen 793 und 810 erbauen ließ. Es entstand im Laufe der Jahrhunderte eine Kirchenburg, deren romanische Toranlage sowie teilweise auch deren massive Wehrmauern aus gleicher Zeit noch erhalten sind. Auf romanische Zeit geht auch der Kern des wuchtigen Kirchturms zurück, welcher ursprünglich als freistehender Bergfried diente. Erst im Barock entstand das heutige größere Kirchenschiff, das an den Turm angebunden wurde, und der Kirchturm erhielt den achteckigen Aufbau mit seiner charakteristischen Welschen Haube.
Im Jahr 1008 schenkte Kaiser Heinrich II. das Reichsgut in Königsfeld dem von ihm neu gegründeten Bistum Bamberg. Dies zog eine Veränderung des Patronates mit sich, welches seit dem 14. Jahrhundert St. Jakobus und St. Katharina innehaben.

Die katholische Pfarrgemeinde Königsfeld gehört mit ihrer Pfarrkirche St. Jakobus und Katharina und ihren Filialkirchen zum Dekanat Hallstadt/Scheßlitz des Bistums Bamberg.

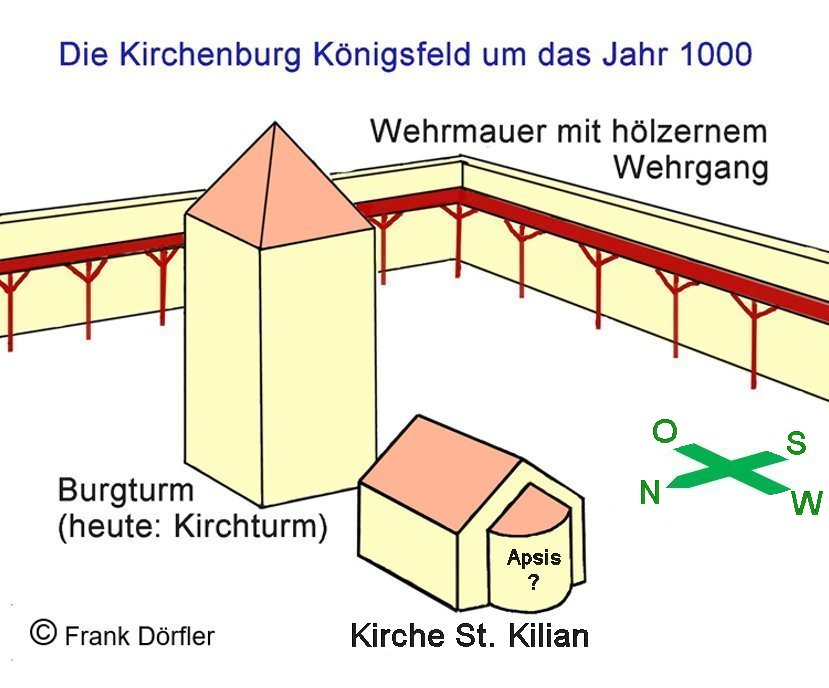
Kirchenburg Königsfeld um 1000
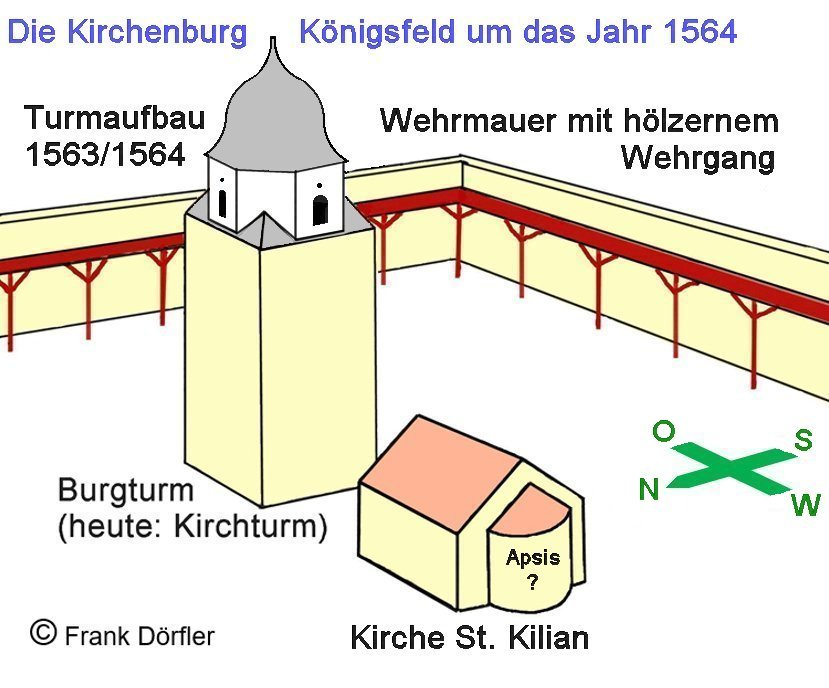
Kirchenburg Königsfeld um 1564
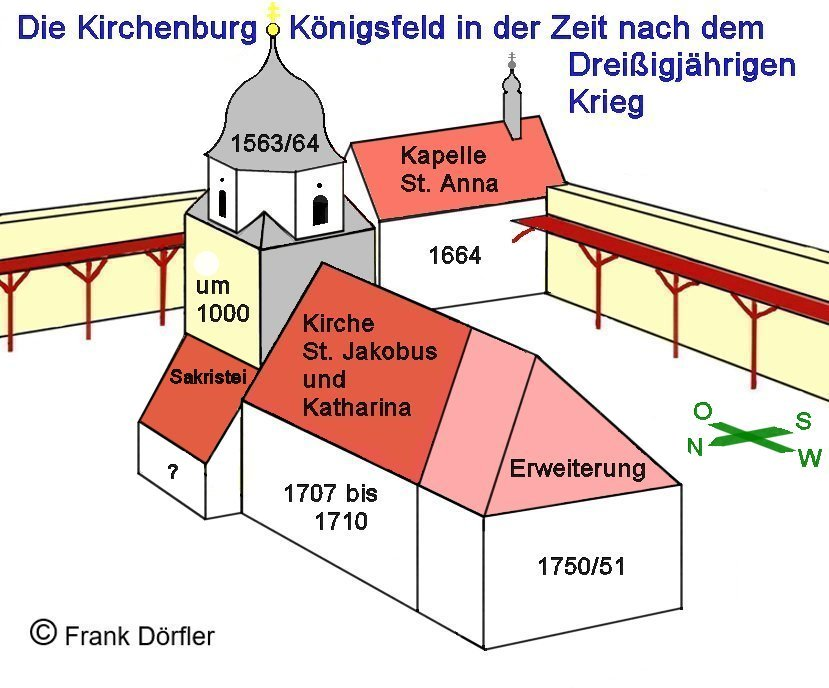
Kirchenburg Königsfeld ab dem Dreißigjährigen Krieg
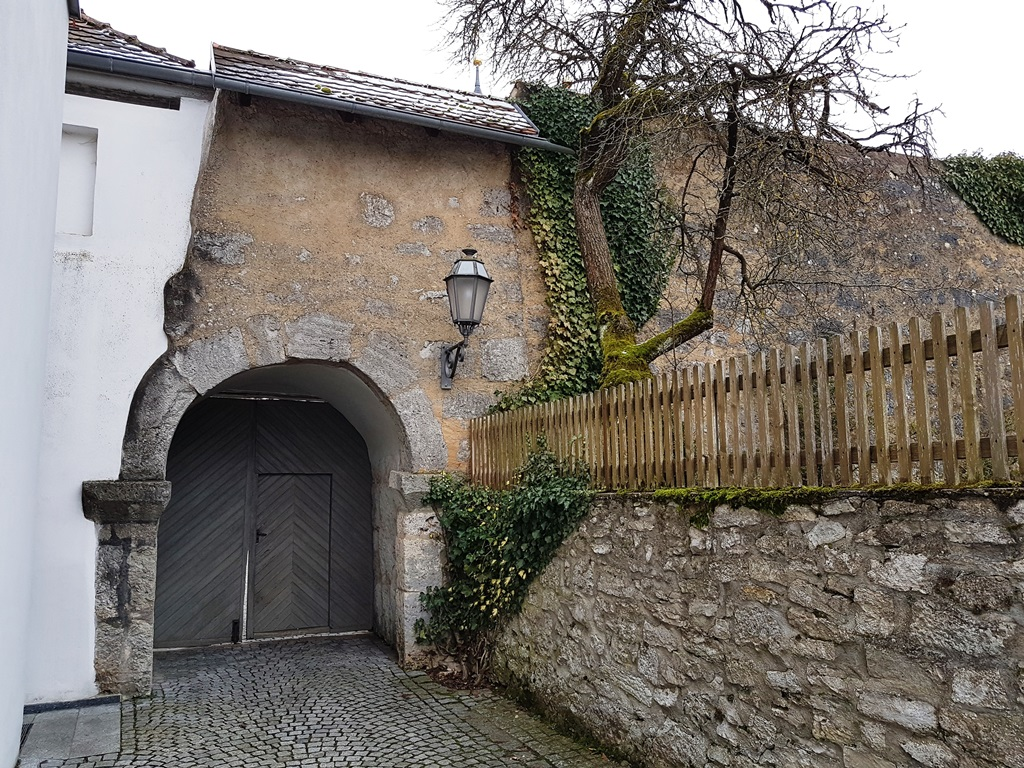
Romanisches Torhaus mit Teil der westlichen Wehrmauer (Außenansicht)
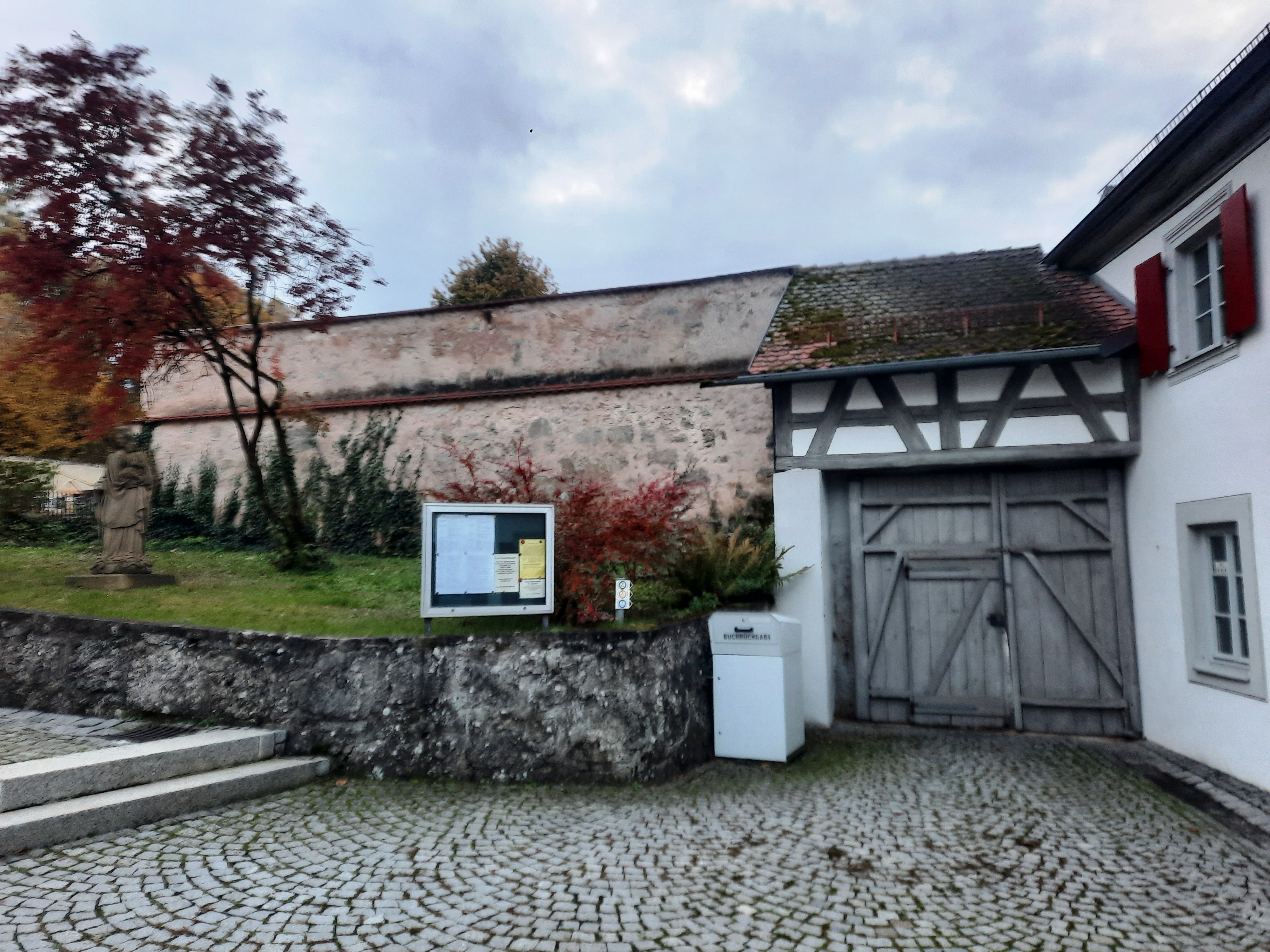
Romanisches Torhaus mit Teil der westlichen Wehrmauer (Innenansicht)
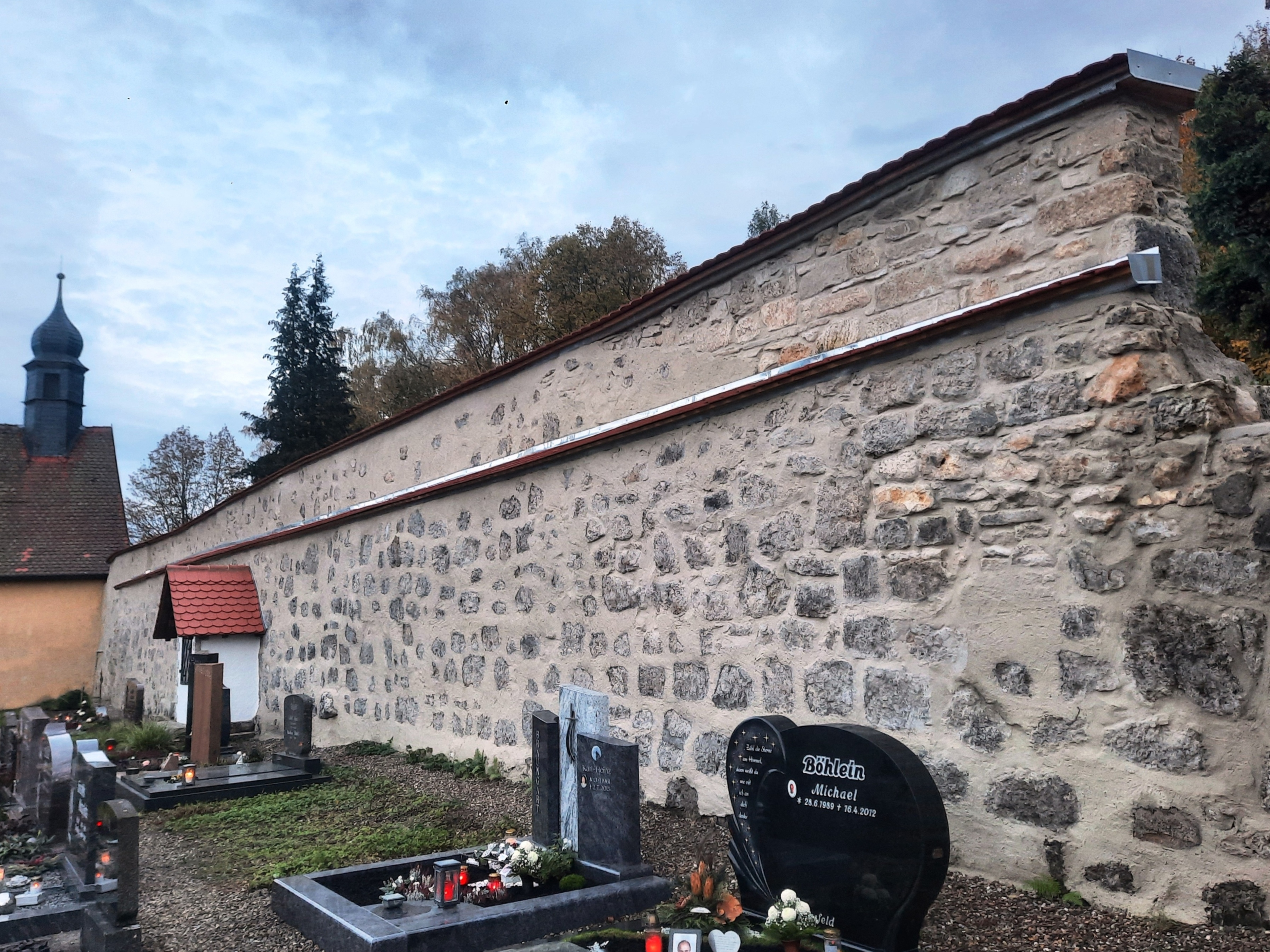
Südlicher Teil der romanischen Wehrmauer

### Kirchen
Zur Pfarrgemeinde Königsfeld gehören neben der Pfarrkirche die folgenden Filialkirchen bzw. Kapellen:
| Bild | Ort        | Patrozinium                | Kirchweih                 |
| ---- | ---------- | -------------------------- | ------------------------- |
|      | Königsfeld | Jakobus und Katharina      | 25. Juli und 25. November |
|      | Hohenpölz  | Laurentius und Heinrich    | 10. August und 15. Juli   |
|      | Laibarös   | Maria Königin des Friedens | Sonntag nach dem 1. Mai   |
|      | Poxdorf    | Peter und Paul             | 29. Juni                  |
|      | Treunitz   | Sebastian                  | 20. Januar                |

Daneben gibt es noch eine Anzahl kleinerer Kapellen, welche zusammen mit den Kirchen über den Kapellenweg Königsfeld erwandert werden können:
|            |            |            |            |               |            |
| Königsfeld | Königsfeld | Königsfeld | Huppendorf | Voitmannsdorf | Kotzendorf |